# オー・カップ
オー・カップ（英語: Au Cap、フランス語: Au Cap、セーシェル・クレオール語: O Kap）は、セーシェルの地区のひとつ。

## 隣接行政区画
- アンス・ロイヤル
- アンス・ボワロー
- カスカード
- アンス＝オー＝パン